# Михайлик, Дмитрий Иванович
Дми́трий Ива́нович Миха́йлик (5 ноября 1920, Сумской уезд, Харьковская губерния, УССР — 11 января 2019, Москва, Россия) — советский военачальник, генерал-лейтенант, заместитель начальника Гражданской обороны СССР (1972—1986), участник Великой Отечественной войны.

## Биография
Родился 5 ноября 1920 года в селе Нагорновка (ныне — Белопольского района Сумской области).
В 1939 году окончил среднюю школу, затем поступил в Могилевское стрелково-пулеметное училище, окончил его в июне 1941 года, перед самым началом войны.
На фронтах Великой Отечественной войны с июня 1941 года. В январе 1942 года стал командиром стрелкового взвода (Юго-Западный фронт. С февраля этого же года командовал ротой (Ленинградский фронт). С октября 1942 года стал командиром батальона.
В марте 1944 года Михайлик стал командиром первого батальона 708-го стрелкового полка (43-я дважды Краснознаменная стрелковая дивизия). Батальон получил задание от командования форсировать реку Нарву. Это оказалось очень непросто, но силам Михайлика всё же удалось форсировать реку.
Противник бросал свои силы на борьбу с окопавшимися советскими бойцами. Было совершено несколько контратак, количество бойцов батальона уменьшалось, но и немцы несли серьёзные потери. Сам Михайлик был сначала контужен, а затем и ранен. 13 марта фашисты отрезали батальон от остальных сил, таким образом, окружив его.
На помощь батальону была направлена небольшая группа, которой 14 марта 1944 года удалось прорваться через вражеские войска к батальону Михайлика. Двадцать суток батальон держал плацдарм, несмотря на натиск противника. Сам капитан Михайлик проявил мужество и отвагу, не покидал поле боя. За героизм, проявленный в окружении, он был представлен к званию Героя Советского Союза, но из-за сложившейся обстановки так и не был награждён.
После окончания войны поступил на курсы «Выстрел», окончил их в 1946 году. Был направлен в Дальневосточный военный округ, там занял должность командира стрелкового батальона. В 1948 году стал заместителем командира полка. В 1950 году принял командование 449-м стрелковым полком.
В 1954 году стал слушателем основного факультета Военной академии им. М. В. Фрунзе, окончил её в 1957 году. Вскоре был назначен начальником штаба 42-й мотострелковой дивизии (Северо-Кавказский военный округ). С января 1961 по август 1962 года командовал 68-й мотострелковой дивизией Северо-Кавказского военного округа (управление дивизии — Урюпинск).
Учился в Военной академии Генштаба, окончил её в 1965 году. Затем стал начальником штаба 30-го гвардейского корпуса (Ленинградский военный округ). В октябре 1966 года назначен на должность начальника штаба 11 гвардейской армии.
В октябре 1972 года занял должность заместителя начальника Гражданской обороны СССР.
В 1986 году генерал-лейтенант Михайлик уволен из Вооруженных Сил СССР.
Член Учёного Совета Академии гражданской защиты МЧС России, член Военного Совета войск гражданской обороны, член Коллегии Российского государственного военного историко-культурного центра при Правительстве Российской Федерации.
3 июня 2013 года Президент России Владимир Путин наградил Д. И. Михайлика орденом Александра Невского.

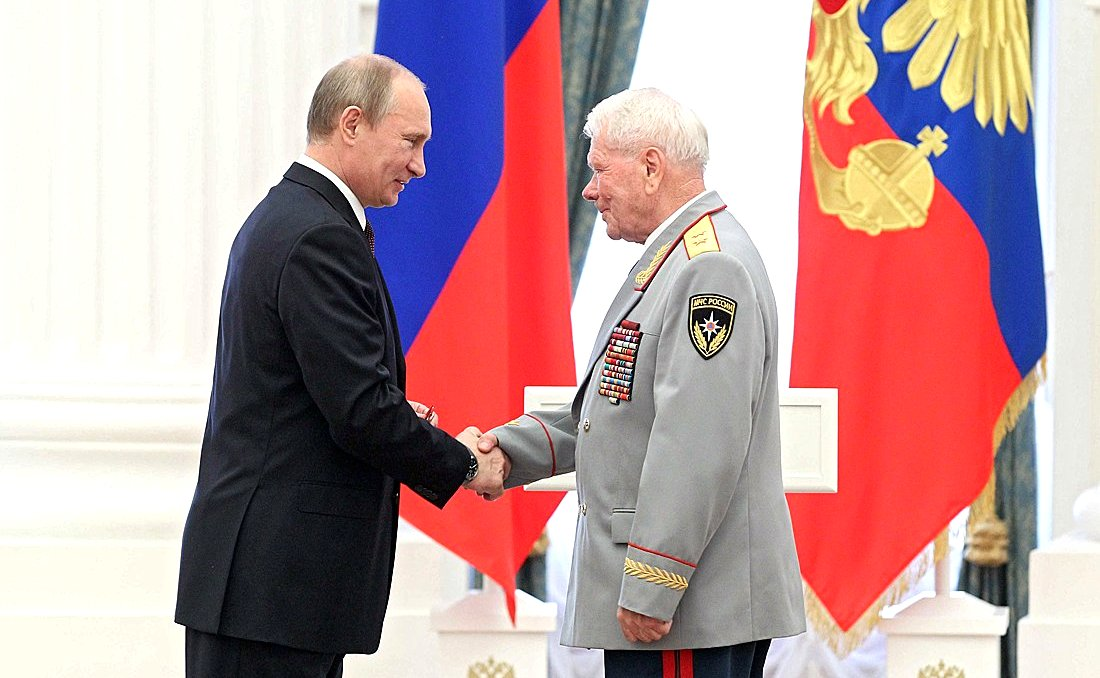
Награждение орденом Александра Невского, 3 июля 2013 года

«Любовь к Отечеству пронесли через всю свою жизнь наши ветераны. Интересы страны, защита родной земли были для них главной, всепобеждающей силой. Мне доставляет особое удовольствие сегодня вручить награду одному из фронтовиков — генерал-лейтенанту в отставке Дмитрию Ивановичу Михайлику, биография которого поистине легендарна.
На передовой с 1942 года, трижды ранен, лично поднимал свой батальон в атаку, в одиночку ходил на уничтожение огневых точек противника. За мужество и героизм, проявленные в годы войны, Дмитрий Иванович награждается орденом Александра Невского».
— Речь В. В. Путина во время вручения государственных наград 3 июня 2013 года
Жил в Москве. Более 25 лет являлся председателем Центрального совета ветеранов МЧС России и постоянным членом коллегии МЧС России.
Скончался на 99-м году жизни 11 января 2019 года в Москве. Похоронен с воинскими почестями 14 января 2019 года на Троекуровском кладбище.

Фрагмент памятника ветеранам службы спасения на Кременчугской улице в Москве

## Память
3 мая 2012 года в сквере у здания МЧС России его глава Сергей Шойгу открыл памятник ветеранам службы спасения. Прототипом скульптуры ветерана стал генерал-лейтенант Д. И. Михайлик (на открытии памятника присутствовал он сам). В своей речи Шойгу подтвердил этот факт.
Это памятник всем ветеранам, но если присмотреться — понятно, на кого он похож.
В феврале 2020 года сам сквер получил имя Дмитрия Михайлика.
В октябре 2020 года в Академии гражданской защиты МЧС России открыт мемориальный комплекс "Связь времен", центральной композицией которого стала бронзовая скульптурная группа «Маршал В.И. Чуйков беседует с генералом Д.И. Михайликом».
В ноябре 2020 года в сквере посёлка Ропша Ленинградской области, носящего имя легендарного генерала Дмитрия Михайлика, в его честь установили памятный камень.
В мае 2022 года распоряжением Правительства Российской Федерации Академии гражданской защиты МЧС России присвоено имя генерал-лейтенанта Д.И. Михайлика.

## Награды
Награды Российской Федерации
- Орден «За заслуги перед Отечеством» III степени с мечами,
- Орден «За заслуги перед Отечеством» IV степени,
- Орден Александра Невского (2013),
- Медали РФ.

Награды СССР
- Два ордена Красного Знамени (09.1944)[6] — за уничтожение 300 солдат противника, взятие трофейной техники и пленных ?,
- Орден Трудового Красного Знамени,
- Орден Александра Невского (02.1944[7]) — за уничтожение роты немецких солдат и взятие города Ропша,
- Два ордена Отечественной войны I степени (1985[8]),
- Орден Отечественной войны II степени (08.1943[9]),
- Орден Красной Звезды,
- Орден «За службу Родине в Вооружённых Силах СССР» III степени,
- Медаль «За отвагу» [10](10.1942) — за уничтожение 60 солдат противника силами своей роты, уничтожение лично 3 солдат противника и самоличное пленение немецкого пулеметчика с захватом документов и карт,
- Медаль «За боевые заслуги»,
- Медаль «За укрепление боевого содружества»,
- Медаль «За оборону Ленинграда»[11](06.1943),
- Медаль «За победу над Германией в Великой Отечественной войне 1941—1945 гг.»[12],
- Медаль «За взятие Кёнигсберга»,
- Медаль «За безупречную службу» I степени,
- Медаль «За безупречную службу» II степени,
- Медаль «За безупречную службу» III степени,
- Медали СССР.

Награды РПЦ
- Орден святого благоверного князя Даниила Московского III степени